# Toad in the hole

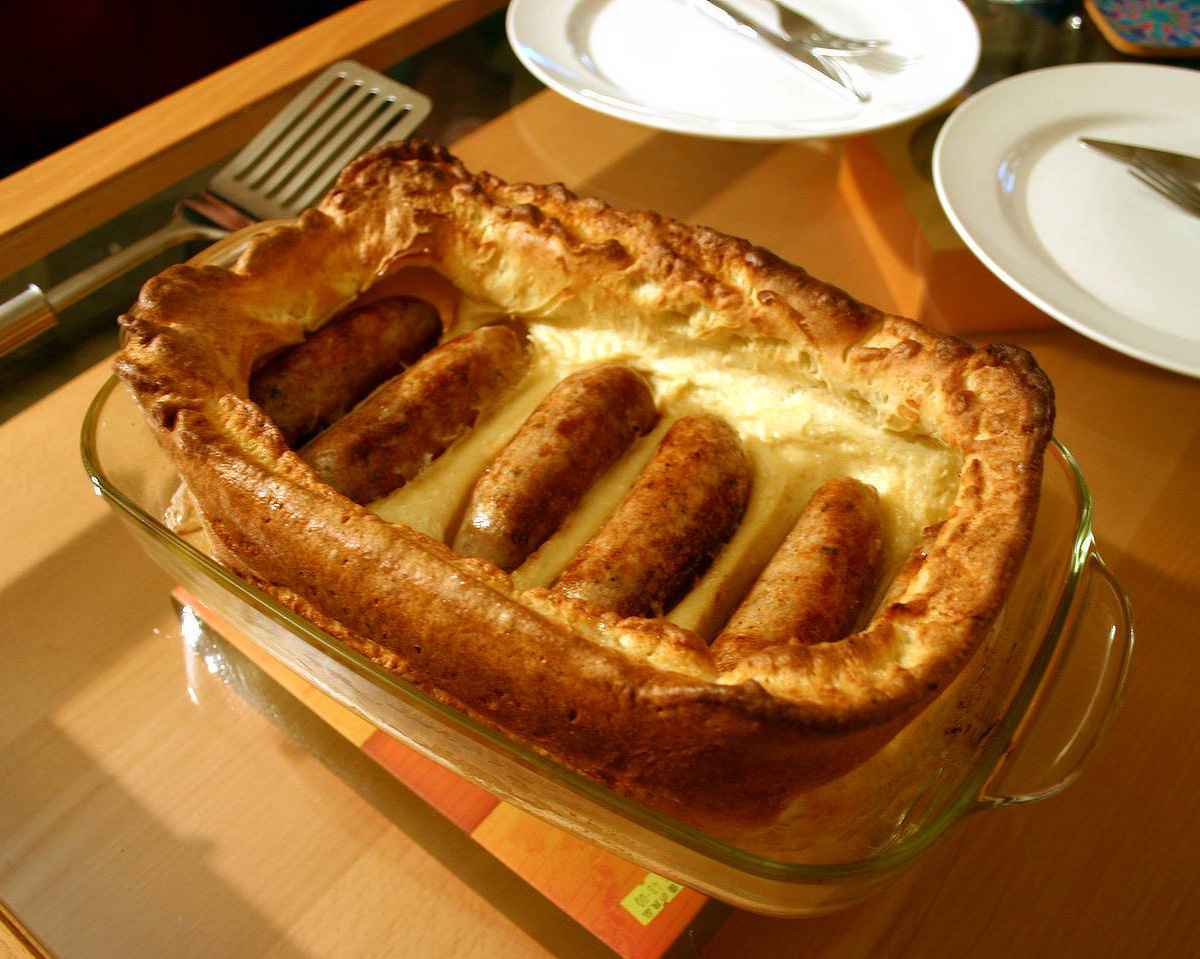
Toad in the hole listo para servir.

El toad in the hole (en inglés literalmente 'sapo en el agujero') es un plato tradicional británico consistente en salchichas en rebozado de budín de Yorkshire, normalmente servidas con verduras, gravy (a menudo de cebolla), patatas fritas o puré de patata.
El origen del nombre se discute con frecuencia. Muchos sugieren que el parecido del plato con un sapo sacando su cabeza de un agujero da a la receta su relativamente inusual nombre. Una receta de 1861 de Charles Elme Francatelli no menciona las salchichas, incluyendo en su lugar como ingrediente «6 peniques o 1 chelín de pedazos o trozos de cualquier carne, que es más barata de noche cuando ha terminado la venta diurna». Una variante de la guerra usa trozos de spam en lugar de salchichas.
La receta es bastante simple. Se pone una bandeja en el horno se caliente unos 15 minutos mientras se prepara el rebozado. Se añaden las salchichas y el rebozado y se cuecen una media hora antes de servir.